# ملخ‌میوه سقطرا
ملخ‌میوه سقطرا (نام علمی: Acridocarpus socotranus) نام یک گونه از سرده ملخ‌میوه‌ها است.